# 버지니아주의 대학 목록
다음은 미국 버지니아주의 대학 목록이다.

## 공립
- 윌리엄 & 메리 칼리지
- 조지 메이슨 대학교
- 조지 워싱턴 대학교
- 제임스 매디슨 대학교
- 리버티 대학교
- 미국 해병대 대학교
- 노던 버지니아 커뮤니티 칼리지
- 래드포드 대학교
- 로노크 대학교
- 셰넌도어 대학교
- 유니온 장로교 신학교
- 리치먼드 대학교
- 버지니아 대학교
- 버지니아 커먼웰스 대학교
- 버지니아 군사 학교
- 버지니아 공과대학교
- 버지니아 유니언 대학교
- 워싱턴 앤드 리 대학교

## 사립
- 미국 가톨릭 대학교
- 센트럴 미시간 대학교
- 엠브리리들 항공 대학교
- 플로리다 공과대학교
- 조지타운 대학교
- 존스 홉킨스 대학교
- 리폼드 신학교
- 서던 일리노이 주립 대학교 카본데일
- 유니온 장로교 신학교

## 같이 보기
- 미국의 대학 목록
- 대학 목록